# Maicon (1988–2014)
Maicon, właśc. Maicon Pereira de Oliveira (ur. 8 maja 1988 w Rio de Janeiro, zm. 8 lutego 2014 w Doniecku) – brazylijski piłkarz, który grał na pozycji napastnika.

## Kariera klubowa
Wychowanek CR Flamengo. W 2007 rozpoczął karierę piłkarską w Fluminense FC. Na początku 2009 bronił barw klubów Alagoinhas i CR Flamengo, a latem przeszedł do Wołyni Łuck. W lutym 2011 został wypożyczony do rumuńskiego FC Steaua Bukareszt. Po wygaśnięciu terminu wypożyczenia latem 2011 powrócił do Wołyni. Jako wolny zawodnik 3 września 2012 podpisał nowy kontrakt z Szachtarem Donieck i zgodnie z umową został wypożyczony do Zorii Ługańsk. Podczas przerwy zimowej sezonu 2012/13 powrócił do Szachtara. 2 września 2013 został wypożyczony do Illicziwca Mariupol.
Zginął w wypadku samochodowym w Doniecku 8 lutego 2014.

## Sukcesy

### Sukcesy klubowe
- mistrz Ukrainy: 2012/13 z Szachtarem Donieck
- wicemistrz Ukraińskiej Pierwszej ligi: 2009/10 z Wołyniem Łuck
- zdobywca Puchar Rumunii: 2010/11 ze Steaua Bukareszt
- zdobywca Superpucharu Ukrainy: 2013 z Szachtarem Donieck

### Sukcesy indywidualne
- król strzelców Premier-lihi Ukrainy: 2011/12 z Jewhenem Sełezniowym